# Miocardiopatia dilatada
La miocardiopatia dilatada (MCD) o cardiomiopatia dilatada és una malaltia en la qual el cor s'engrandeix i no pot bombar la sang amb eficàcia. Els símptomes són diversos, com sentir-se cansat, inflor de les cames i sensació de falta d'alè. També pot provocar dolor al pit o desmais. Les complicacions poden incloure insuficiència cardíaca, valvulopatia o batecs cardíacs irregulars.
Les causes inclouen predisposició genètica, alcohol, cocaïna, determinades toxines, complicacions de l'embaràs i certes infeccions. La malaltia de les artèries coronàries i la tensió arterial alta poden tenir un paper important, però no són la causa principal. En molts casos, la causa no està clara. És un tipus de miocardiopatia, un grup de malalties que afecten principalment el múscul del cor. Pel diagnòstic solen ser necessaris l'electrocardiograma, una radiografia de tòrax i/o, sobretot, un ecocardiograma.
Els casos amb insuficiència cardíaca, el tractament pot incloure medicaments de les famílies d'inhibidors de l'ECA, blocadors beta i diürètics. Una dieta baixa en sal també pot ser útil. En aquells que tenen certs tipus de batecs cardíacs irregulars, es poden recomanar anticoagulants o un desfibril·lador cardioversor implantable. La resincronització cardíaca pot ser necessària. Si altres mesures no són efectives, un trasplantament de cor pot ser una opció per a alguns pacients.
Aproximadament 1 de cada 2.500 persones està afectada. Es presenta més freqüentment en homes que en dones. L'inici és més freqüent a mitjana edat. La taxa de supervivència a cinc anys és d'aproximadament el 50%. També pot aparèixer en nens i és el tipus de miocardiopatia més freqüent en aquest grup d'edat.